# (2640) Hällström
(2640) Hällström ist ein Asteroid des Hauptgürtels, der am 18. März 1941 von der finnischen Astronomin Liisi Oterma in Turku entdeckt wurde.
Der Asteroid erinnert an den finnischen Physiker Gustav Gabriel Hällström.